# Lucayablennius zingaro
Lucayablennius zingaro är en fiskart som först beskrevs av Böhlke, 1957.  Lucayablennius zingaro ingår i släktet Lucayablennius och familjen Chaenopsidae. Inga underarter finns listade i Catalogue of Life.